# تشاند باوري

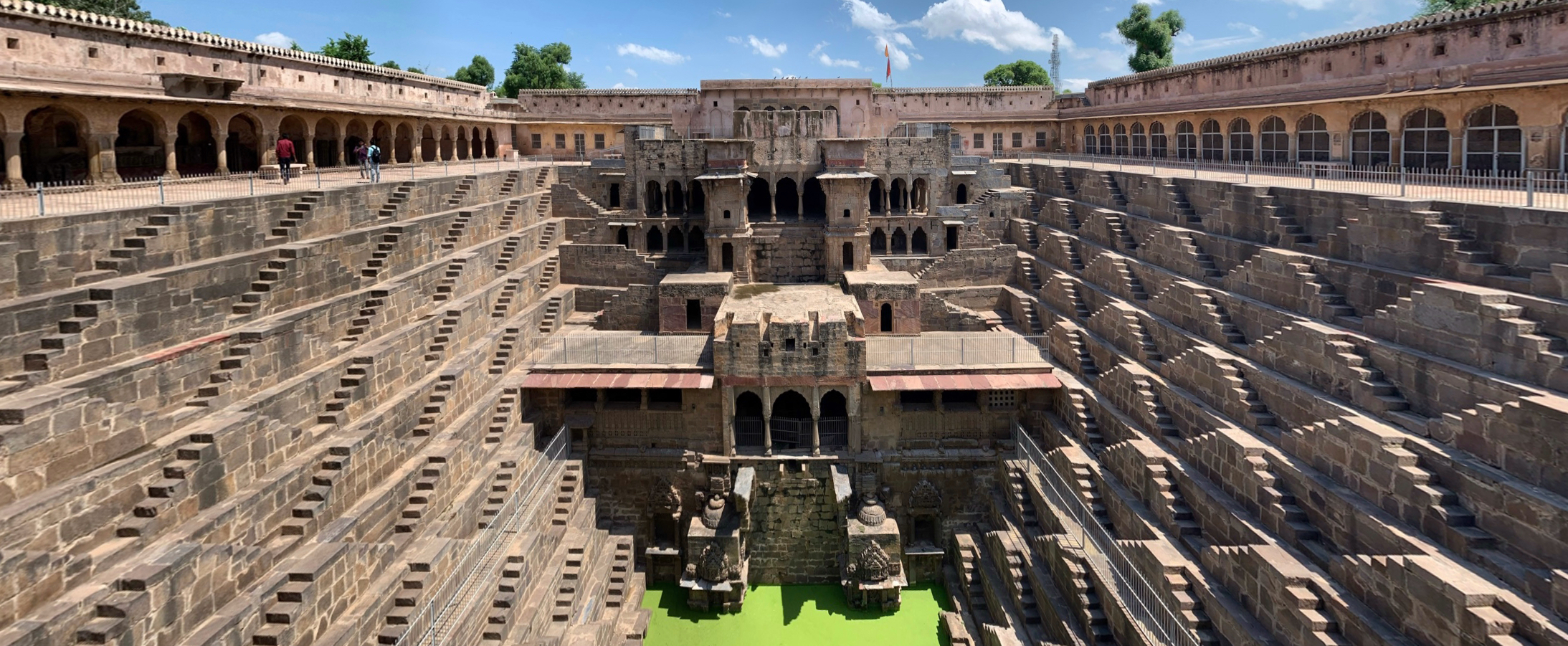
تشاند باوري

تشاند باوري (بالهندية:  चाँद बावड़ी) هو بئر قديم يقع في قرية أبهنري في ولاية راجستان في الهند يطلق عليه أيضا  بئر الدرج ويقع  مقابل معبد هرست متى كى ماندير وقد بناء هذا البئر في القرن التاسع الميلادي وهو واحد من أعمق وأكبر الآبار التي يمكن الوصول إليها بالدرج في الهند ويحتوي على 3500 درج متجاور ويتألف من 13 طابق ويبلغ عمقه حوالي الـ 30 مترا.

## معرض صور

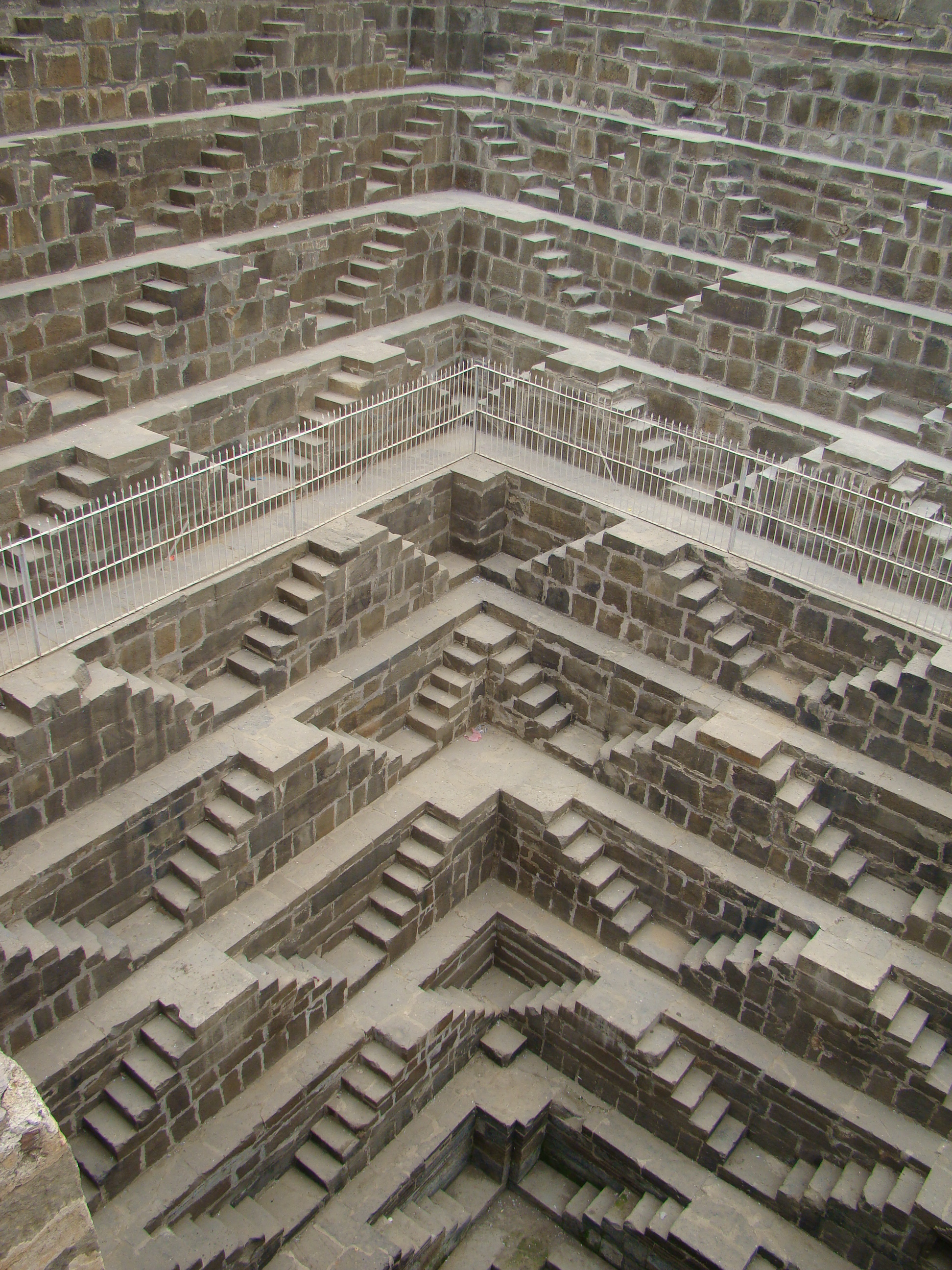
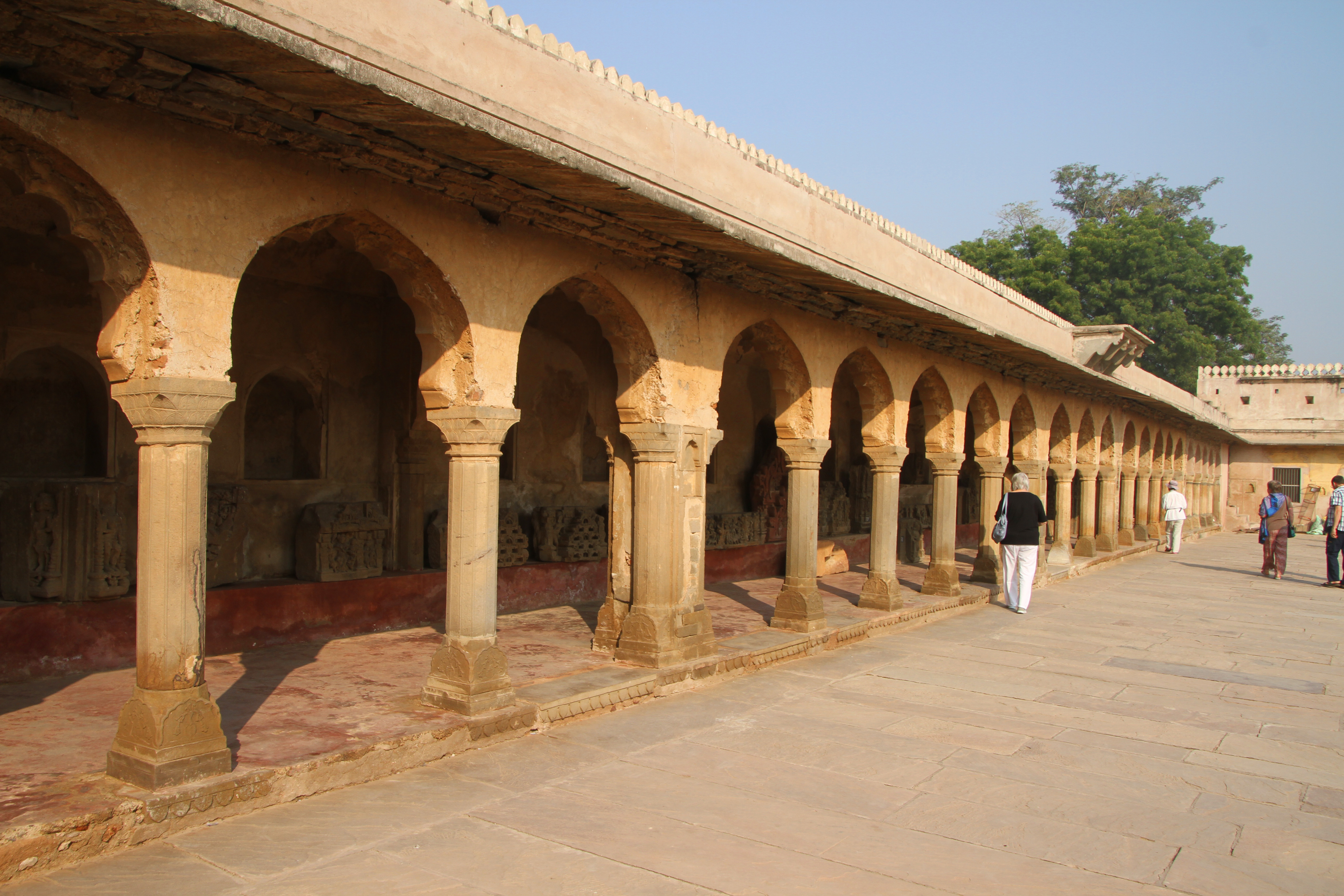
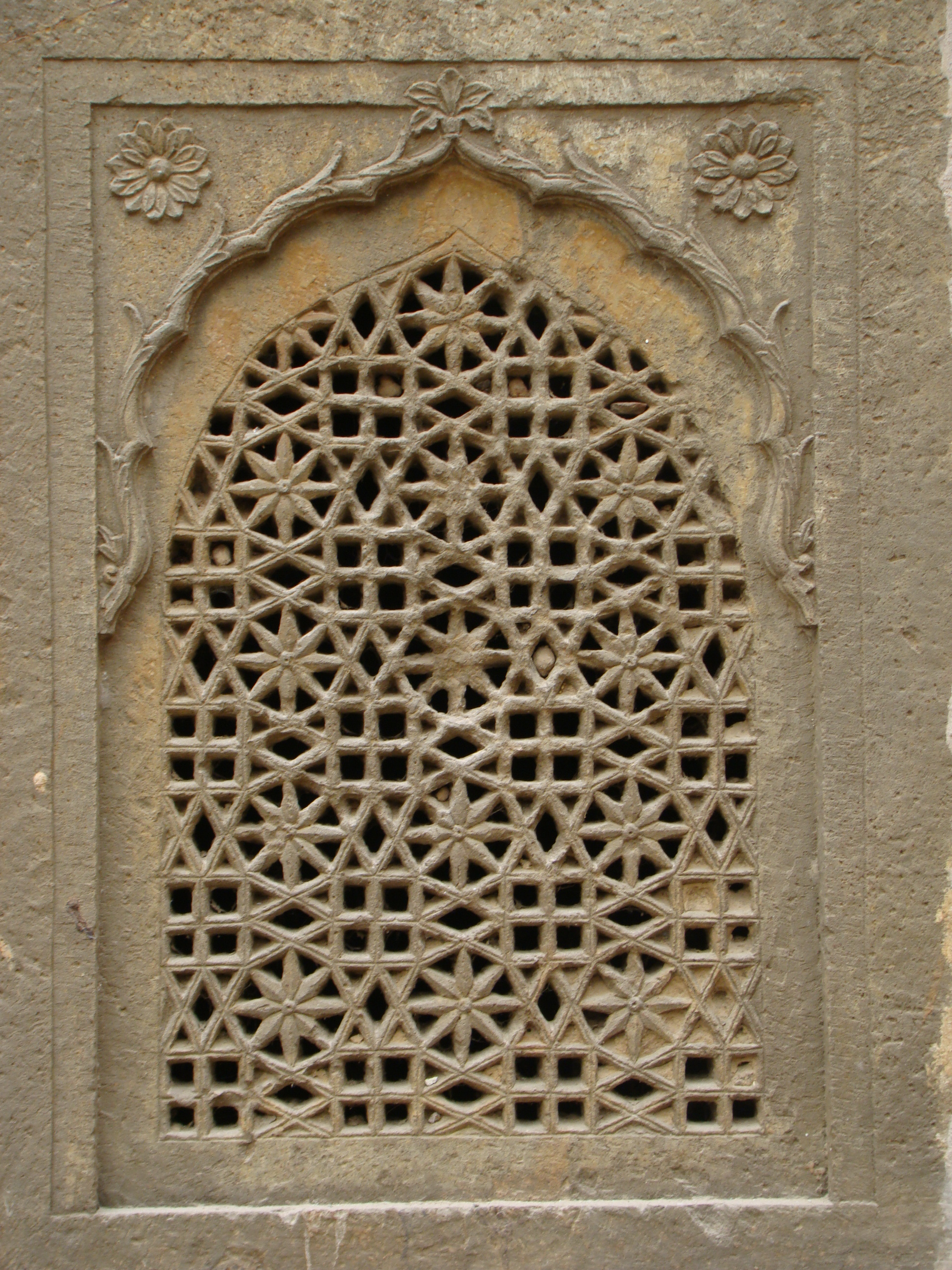